# Kelly Asbury
Kelly Asbury (Beaumont, 15 gennaio 1960 – Los Angeles, 26 giugno 2020) è stato un animatore, doppiatore, regista e sceneggiatore statunitense.

## Biografia
Figlio di Josephine Margaret Lebeouf e Donald Leslie Asbury, Asbury ha frequentato la Lamar University per due anni prima di trasferirsi al rinomato Istituto delle arti della California nel 1980, dove ha studiato animazione e cinema.
Asbury ha iniziato a lavorare alla Walt Disney Feature Animation dal 1983 al 1995 e ha contribuito agli storyboard di diversi film d'animazione tra cui La Sirenetta e La Bella e la Bestia, nonché del primo lungometraggio della Pixar Animation Studios, Toy Story - Il mondo dei giocattoli. Nel 1993 è stato assistente direttore artistico di Nightmare Before Christmas di Tim Burton.
Asbury è morto di cancro allo stomaco il 26 giugno 2020 nella sua casa di Encino, Los Angeles, all'età di 60 anni. È stato sepolto al Forest Lawn Memorial Park, Hollywood Hills. È stato presentato nella sezione In Memoriam della 93ª edizione degli Academy Awards, e Spirit - Il ribelle è stato dedicato alla sua memoria.

## Filmografia

### Sceneggiatore
- La bella e la bestia (1991)
- Disney's Animated Storybook: Toy Story - videogioco (1996)
- Gnomeo e Giulietta (2011)
- Sherlock Gnomes (2018)

### Regista
- Spirit - Cavallo selvaggio (2002)
- Shrek 2 (2004)
- Gnomeo e Giulietta (2011)
- I Puffi - Viaggio nella foresta segreta (2017)
- Pupazzi alla riscossa (2019)